# 27 Волос Вероники
27 Волос Вероники (лат. 27 Comae Berenices), HD 111067 — одиночная звезда в созвездии Волос Вероники на расстоянии приблизительно 308 световых лет (около 94,4 парсек) от Солнца. Видимая звёздная величина звезды — +5,12m. Возраст звезды определён как около 3,802 млрд лет.

## Характеристики
27 Волос Вероники — оранжевый гигант спектрального класса K4III, или K3III, или K2. Масса — около 1,849 солнечной, радиус — около 24,011 солнечного, светимость — около 137,34 солнечной. Эффективная температура — около 4249 K.

## Планетная система
В 2019 году учёными, анализирующими данные проектов HIPPARCOS и Gaia, у звезды обнаружена планета HIP 62356 b.